# Memorial
|  | No s'ha de confondre amb Memorial (religió). |

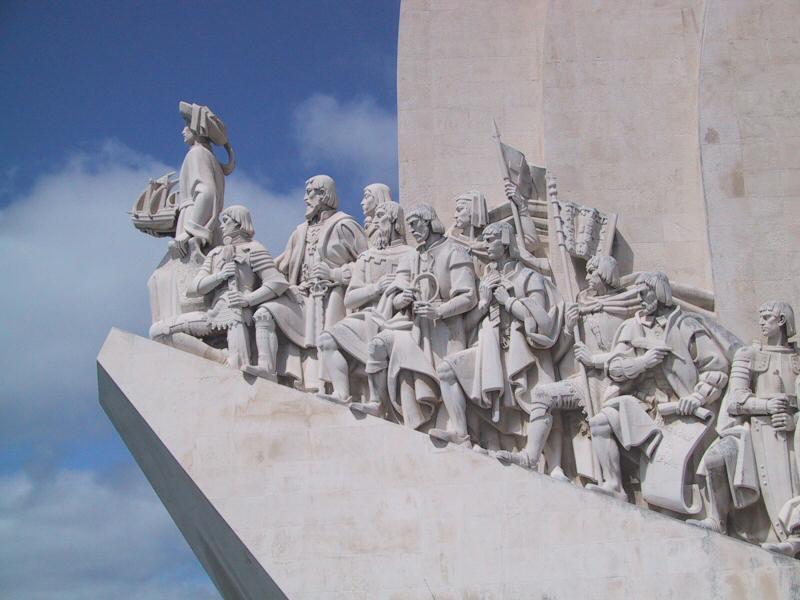
Navegants portuguesos, Lisboa, Portugal

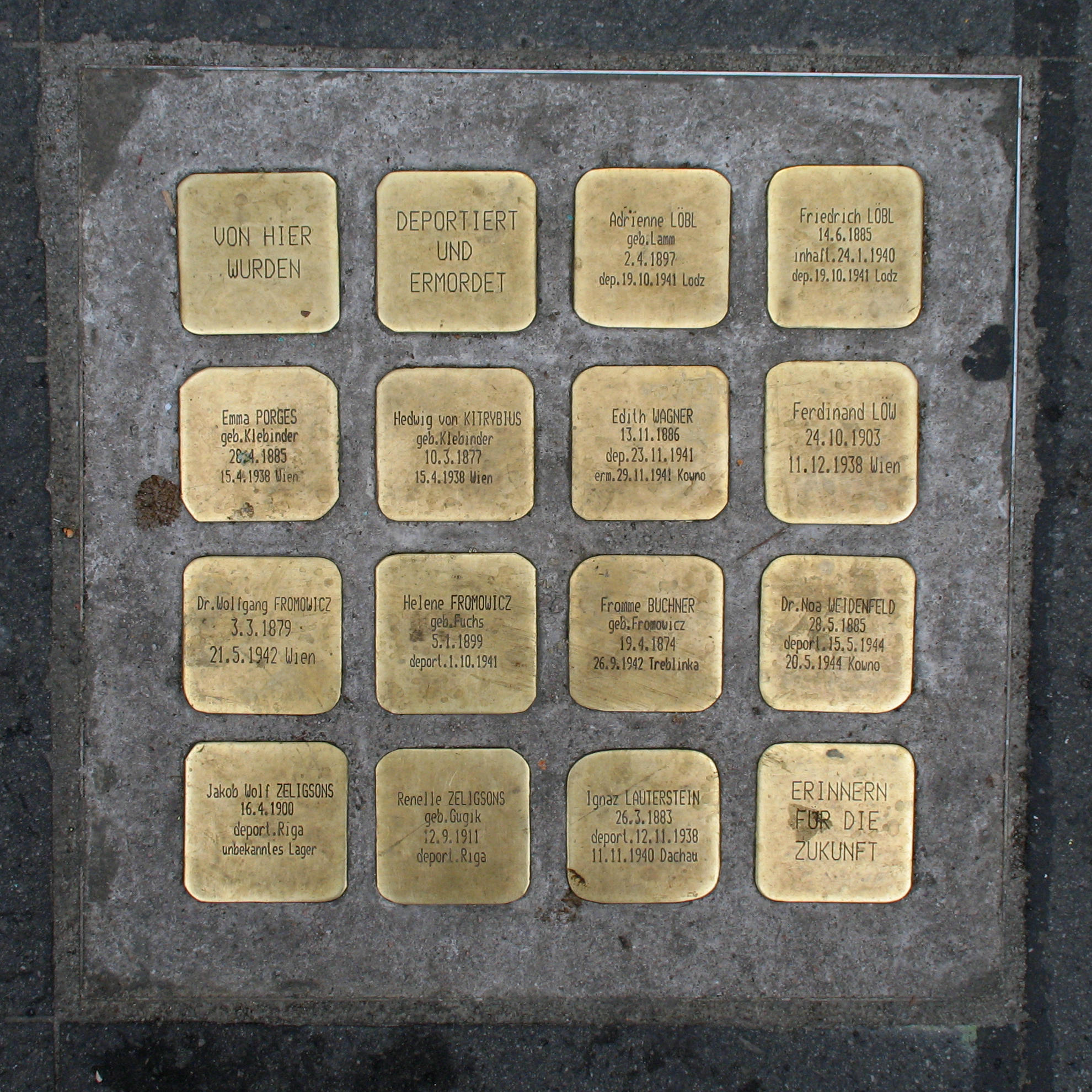
Setze stolpersteine o llambordins, memorial d'assinats pel nazisme a Viena

Un memorial és un monument commemoratiu servint per commemorar un esdeveniment o per honorar una o diverses persones mortes.
Les formes més escampades de memorials són monuments com  estàtues o fonts. El tipus més corrent de memorial és la làpida. Els monuments als morts són igualment escampats per honorar les persones mortes o desaparegudes per fets de guerra.
Quan que una persona mor, la família pot demanar que un do, generalment dels diners (més aviat que de les flors), sigui abocat en una fundació o en una església. De vegades, quan un estudiant mor, el memorial es fa sota la forma d'un moneder d'estudi a atribuir als estudiants meritoris.
En litúrgia, el memorial del sacrifici del Crist és un nom donat a la missa.